# فداییل گولار
فداییل گولار (انگلیسی: Fedail Güler؛ زادهٔ ۱۹۷۲) وزنه‌بردار اهل ترکیه بود.
وی در مسابقات کشوری و بین‌المللی در مجموع برندهٔ ۲ مدال طلا، ۲ مدال نقره شده‌است.